# Saison 5 du Disney Club
 (décembre 2024).
Chronologie
Saison 4 Saison 6
Voici le détail de la cinquième saison de l'émission Disney Club diffusée sur TF1 du 5 septembre 1993 au 28 août 1994. Du fait qu'il s'agisse de la première saison voyant un changement dans la composition de l'équipe d'animation, elle est classée dans la période de l'Âge de transition.

## Animateurs et Fiche technique

### Les animateurs
Cette saison est marquée par un premier départ de l'équipe originelle: Nicolas Laboret. Ce départ sera officiellement annoncé vers la fin du mois d'aout 1993 et effectif à compter du 1er septembre de la même année. L'émission va alors tester pour la première fois, et avec un certain succès, le remplacement d'un de ces animateurs vedettes. En effet, l’enjeu pour la société de production est de faire en sorte que ce changement d'animateur soit le mieux accepté possible par le public de l'émission, principalement composé d'enfants ayant entre 5 ans et 12 ans. C'est ainsi que le choix du nouveau présentateur se portera sur Grégory Curvelier, qui présentaient deux caractéristiques importantes: il avait, de par ses fonctions d'animateur du plateau durant la saison 1992-1993, une expérience précieuse du fonctionnement de l'émission et il présentait des traits de visages relativement proches de ceux de Nicolas Laboret, et dépit du fait que ce dernier avait les cheveux châtain tandis que Grégory avait les cheveux blonds.

Lors de cette saison, la configuration des rôles est resté globalement dans le même état, dans la mesure où Grégory Curvelier en remplaçant Nicolas Laboret, a intégré à son jeu de rôle le caractère espiègle de son prédécesseur. Néanmoins, il n'a pas repris le rôle de sportif du trio, que tenait Nicolas: en effet, le présentateur ne présentait pas la même composition physique que son prédécesseur et se rapprochait en cela de Philippe Segal. C'est pourquoi, les rôles sportifs furent diminués pour être ainsi répartis entre les deux animateurs de l’émission. Toutefois, l'animateur conserva le caractère dynamique et volontaire de son prédécesseur, surtout s'il y a une belle récompense culinaire à la clef, ou, de manière plus prosaïque, lorsqu'il y a moyen de gagner le droit d'aller à EuroDisney.

Philippe Segal, lui conserva son rôle de grand rêveur, amoureux des arts, volontiers gourmand, tout comme Grégory et auparavant Nicolas, et toujours prêt à gouter les recettes, si ce ne sont les ingrédients, de la rubrique Cuisine. Par ailleurs, son côté gaffeur, qui avait durant les saisons précédentes fut légèrement accentué afin de créer l'élément comique de sketchs: c'est ainsi qu'il se retrouve à oublier de prendre des rames lors d'une sortie en mer à bord d'un bateau à moteur avec Julie (émission du dimanche 16 janvier 1994) , ou qu'il oublie de prendre les bidons d'essence lors d'une promenade en moto-neige (émission du dimanche 27 février 1994). Ses étourderies bien, que toujours pardonnés par ses amis, lui valent quelquefois des remontrances, par exemple lorsqu'il eut en punition, pour avoir oublié les bidons d'essence, d'écrire 100 fois "Je ne dois pas oublier de prendre les bidons d'essence".

Julie Weg, pour sa part, conserva son rôle chef de bande, continuant la plupart du temps de materner ses deux collègues. Mais elle croit et espère toujours que ces deux amis seront un jour capables de se débrouiller sans elle, et multiplie pour cela les tours afin de les tester, comme lorsqu'elle se déguisa, lors de l'émission du dimanche 10 juillet 1994, en livreur de pizza avec une commande 18 pizza pour le Disney Club, laissant ces deux collègues dans l'incompréhension et l'embarras, avant que ces derniers ne parviennent à présenter le programme de l'émission. Toutefois, elle subit toujours les farces de ses deux collègues, sur sa petite taille, et s'agace continuellement du manque de confiance qu'ils peuvent avoir en elle, lorsqu'il s'agit de conduire un véhicule avec elle, comme lors de l'émission du mercredi 16 février 1994, où Julie après avoir piloté le monorail proposa aux garçons de leur permettre de faire un tour au-dessus de Disney World, dans un hélicoptère qu'elle aurait elle-même piloté, provoquant la fuite de ses deux amis.

Toutefois, le groupe, conserva la caractéristique des origines, c'est-à-dire qu'il n'y a pas de chef et que tous les trois sont égaux. C'est ainsi que lors des rubriques Jeux, l'animateur assumant le rôle d'arbitre change régulièrement, le choix devant surtout souligner le côté amical de la compétition, où il n'y a jamais de perdant, dans la mesure où les animateurs se prêtent volontiers au jeu proposé, soit en étant le coéquipier d'un des enfants participants, soit en se mesurant l'un à l'autre avant ou après les épreuves pour souligner la difficulté et augmenter le mérite des enfants y ayant participé.

Les noms en rouge sont ceux du Trio infernal, les trois animateurs d'origine, tandis que sont en bleu ceux de leurs successeurs.
- Julie
- Philippe
- Grégory

## Reportages, rubriques et invités
Si les séries de dessins-animés constituaient la matière principale, en termes d'occupation de la grille horaire de l'émission, les reportages, les rubriques et les invités, formaient pour leur part, l'âme en quelque sorte de l'émission. Cette saison demeura fidèle à la formule éprouvée depuis le lancement de l'émission, à savoir des reportages assurant une parité en les sujets concernant le monde Disney et les sujets de société, à laquelle était rattaché la venue des invités sur le plateau, et les rubriques permettant au public, a fortiori les téléspectateurs, de pouvoir, en quelque sorte, interagir avec les animateurs (à travers les rubriques jeu et dessins notamment) et de pouvoir faire des expériences (avec les rubriques cuisine, bricolage et magie).

### Les reportages
Les reportages constituaient en quelque sorte le "nerf de la guerre" de la société Disney afin de faire la promotion du Parc EuroDisney. Cette saison de l'émission reste dans la même optique les saisons précédentes, c'est-à-dire qu'il y a avait au moins un reportage par semaine consacré à ce sujet, afin d'en faire la promotion, très souvent sous la forme de sketchs. Comme lors de la saison précédente, néanmoins, une certaine parité fut maintenue afin que la moitié des sujets abordés ne soient pas en lien avec l'univers de Disney. C'est ainsi que dans l'émission du dimanche, le premier reportage diffusé était à chaque fois en rapport avec un lieu culturel (comme le Sénat lors de l'émission du 1er mai 1994), un sport (comme le basket lors de l'émission du 8 mai 1994) ou une curiosité scientifique (comme Nausicaá lors de l'émission du 14 novembre 1993). Le second reportage de l'émission du dimanche était consacré pour sa part à des sujets Disney, mais plus centrées sur l'international, comme des attractions de parc Disney World (comme la visite du Skyway lors de l’émission du 19 décembre 1993) ou des films (comme le film Hocus Pocus lors de l'émission du 23 janvier 1994), même si des reportages sur le parc EuroDisney en firent également partie (comme la piscine extérieure du Disney's Newport Bay Club lors de l'émission du 5 septembre 1993). En fait, il semblerait que ce soit l'émission du Disney Club Mercredi qui ait eu le plus tendance à diffuser des reportages sur le Parc de Marne-la-Vallée (comme sur le Championnat Européen des Échecs à EuroDisney lors de l'émission du mercredi 29 décembre 1993). Enfin les invités furent presque tous, à l'exception d’évènements comme l'anniversaire des 60 ans de Donald Duck, lors de l'émission du 12 juin 1994, étrangers à l'univers de Disney.

#### Le dimanche matin
| Date              | Reportage n°1 | Reportage n°2 | Invité |
| ----------------- | --- | --- | --- |
| 5 septembre 1993  | Julie visitant la Serre aux papillons à La Queue-les-Yvelines | Julie et Philippe à la piscine extérieure du Disney's Newport Bay Club | Institut Compagnie présente leur numéro de Backswing |
| 12 septembre 1993 | Julie, Philippe et Grégory visitant une usine de recyclage des métaux | Julie et Grégory dans un sketch au fort des Legends of the Wild West | Les champions de France de CCE et CSO de poney Shetland |
| 19 septembre 1993 | | | |
| 26 septembre 1993 | Les rapaces de la volerie de Provins | Un sketch avec le Marsupilami, Julie, Philippe et Grégory dans le golf d'EuroDisney | Thierry Carroni, organisateur d'une manifestation aérienne en Tunisie |
| 3 octobre 1993    | | | |
| 10 octobre 1993   | Julie et Philippe assite à une exposition sur le lait à la Cité des sciences et de l'industrie | Julie joue le rôle d'une cliente insupportable du Disneyland Hotel ayant perdu les perles de son collier et maltraitant Philippe et Grégory, avant de se casser la jambe en glissant sur ses perles | Philippe Lecompte, un ventriloque |
| 17 octobre 1993   | Julie assiste aux répétitions de la journée nationale du cheval au Poney Club du parc de Maisons-Laffitte | Des extraits de L'Incroyable Voyage | L'équipe de France de karaté avec Cathy Bernard et Yves Bardreau |
| 24 octobre 1993   | | | |
| 31 octobre 1993   | Julie, Grégory et Philippe font du golf sur la côte Atlantique | Grégory, Philippe et Dingo essayent toutes les techniques pour faire descendre Julie de la cabane des Robinsons à Eurodisney | Globule, un équilibre jongleur |
| 7 novembre 1993   | Le championnat de billes et leurs participants | | |
| 14 novembre 1993  | Nausicaá, | Julie, Grégory et Philippe font du Ski nautique à Disney World | Alain et Franck Tonin, spécialistes de la transmission de pensée |
| 21 novembre 1993  | | | Le présentateur météo Alain Gillot-Pétré |
| 28 novembre 1993  | L’inauguration des illuminations de Champs-Élysées par Anne, Mickey et Minnie | Julie, Philippe et Grégory découvrent à Eurodisney les secrets de la réalisation d'Aladdin, | Elisabeth Amato, une magicienne |
| 5 décembre 1993   | Julie et Grégory découvrent un spectacle de patins à glace | Une exposition sur le film Aladdin | |
| 12 décembre 1993  | | Les minichars à voile | |
| 19 décembre 1993, | Julie, Philippe et Grégory à la Baule pour le Grand Prix de création artistique de cerfs-volants | Grégory visite le Magic Kingdom dans le Skyway | Le groupe de danseurs Sky jumper |
| 26 décembre 1993  | - Reportage no 1: Philippe recherche un sapin de Noël avec les sept nains d'Eurodisney - Reportage no 2: Julie et Minnie préparent le repas de Noël dans les cuisines d'Eurodisney - Reportage no 3: Grégory accompagné de Mary Poppins ramonent les toits d'Eurodisney - Reportage no 4: Julie, Philippe, Grégory, Mickey et Minnie accueillent le Père Noël à Eurodisney                              | - Reportage no 1: Philippe recherche un sapin de Noël avec les sept nains d'Eurodisney - Reportage no 2: Julie et Minnie préparent le repas de Noël dans les cuisines d'Eurodisney - Reportage no 3: Grégory accompagné de Mary Poppins ramonent les toits d'Eurodisney - Reportage no 4: Julie, Philippe, Grégory, Mickey et Minnie accueillent le Père Noël à Eurodisney | Le présentateur météo Alain Gillot-Pétré répond aux questions des enfants |
| 2 janvier 1994    | Le tour du monde en moins de 80 jours de Bruno Peyron | Julie, Philippe et Gregory à Pleasure Island | Jérôme Iodin, spécialiste du Kata |
| 9 janvier 1994    | La pelote basque | Julie, Grégory et Philippe sont naufragés au Disney's Typhoon Lagoon | Le ventriloque Nimor et sa chaussure |
| 16 janvier 1994   | Julie et Philippe sont secourus en mer au large du Croisic par le Anne de Bretagne de la SNSM après avoir été prévenu par Grégory que ceux-ci étaient en difficulté | La Parade d'Alladin au Disney's Hollywood Studios | Xavier GOUIN le plus jeune pilote d'avion d'Europe |
| 23 janvier 1994   | Les secrets de fabrication des berlingots à Berck | Un reportage sur le film Hocus Pocus | La souris risque-tout |
| 30 janvier 1994,  | Philippe et Grégory découvrent le Télémark à Avoriaz | Les Trois Mousquetaires | Pierre-Emmanuel Roubaud, spécialiste des insectes |
| 6 février 1994    | | La traversée d'une rivière en pneu | |
| 13 février 1994   | Julie interview des patineurs sur glace à Avoriaz | Julie, Philippe et Nicolas assiste à Halloween le 1er novembre 1993 à Disney World et découvre tous les déguisements des enfants | Les danseurs de rock acrobatiques du Believe in swing |
| 20 février 1994   | Ski nautique sur neige à Avoriaz | Disney World | |
| 27 février 1994   | Tombé en panne en moto-neige, Philippe, Julie et Grégory construisent un igloo pour passer la nuit | L'European Children Summit 1994 à EuroDisney | Jacques Philippe, éleveur de chiens de traineaux installé en Alaska |
| 6 mars 1994       | | | |
| 13 mars 1994      | Julie, Philippe et Grégory au Festival international du film fantastique d'Avoriaz | Julie, Philippe et Grégory dans un sketch à l'Epcot autour du Spaceship Earth et du World Showcase | Claude Bolling, spécialiste des modèles réduit de trains |
| 20 mars 1994      | Les ruches du Jardin du Luxembourg | Julie et Philippe, dans un sketch à Disney World dans le magasin The Chapeau | Le docteur ROUX |
| 27 mars 1994      | La Tour Eiffel | Première partie du sketch des agents spéciaux à EuroDisney avec Julie, Philippe et Grégory | Alain Barrau, spécialiste du modélisme |
| 3 avril 1994      | | | |
| 10 avril 1994     | Les parfums | Un sketch au Fort Comstock d'EuroDisney | Jean-Philippe Bourdarie, d'Europe Conservation et spécialiste des loups |
| 17 avril 1994     | L'exposition des ours en peluche au Musée des arts décoratifs de Paris | Le tournage du film Rasta Rockett | Jean-Paul Blanchard, artiste-peintre du visage |
| 24 avril 1994     | La tonte des moutons à la Ferme de Gally | Philippe nous fait découvrir la Good Morning Main Street Parade d'Euro Disneyland | Guy Rimbault président de la Fédération Nationale des Écoles de Chiens Guide d'Aveugle |
| 1er mai 1994      | Le Sénat avec une interview de Gérard Larcher | Philippe, Nicolas et Julie recherche un trésor au Temple du Péril | Les frères corradi |
| 8 mai 1994        | L'école de basket de Levallois | Philippe et Grégory recherche la maison idéale pour Julie aux Pays des comptes de fée | Claude Dumas et Émilie Plaie, lauréats du Concours Lépine |
| 15 mai 1994       | Un musée des vieux métiers | La Main Street Parade Alladin à Euro Disneyland | Brigitte Millot spécialiste du brossage dentaire |
| 22 mai 1994,      | Philippe et Grégory découvrent le cirque de Paris | Julie, Philippe et Grégory jouent à l'hotel New York à chapeau melon et bottes de cuir | Thomas Sini, spécialiste des mygales |
| 29 mai 1994       | Pas d'émission | Pas d'émission | Pas d'émission |
| 5 juin 1994       | | | |
| 12 juin 1994      | - Reportage no 1: L'histoire de Donald - Reportage no 2: Les 200 canards, originaire de Touraine, et utilisés pour la parade du printemps à Euro Disneyland - Reportage no 3: Julie, Philippe et Grégory font toutes les boutiques de Euro Disneyland afin de trouver un cadeau d'anniversaire pour Donald qu'ils retrouvent tous ensemble au Central Plaza                                             | - Reportage no 1: L'histoire de Donald - Reportage no 2: Les 200 canards, originaire de Touraine, et utilisés pour la parade du printemps à Euro Disneyland - Reportage no 3: Julie, Philippe et Grégory font toutes les boutiques de Euro Disneyland afin de trouver un cadeau d'anniversaire pour Donald qu'ils retrouvent tous ensemble au Central Plaza                | - Invité no 1: Donald Duck - Invité no 2: Patrick Cohen, dessinateur de Donald, donne les techniques pour dessiner le personnage - Invité no 3: Christian Gabriel - Invité no 4: Sylvain Caruso, la voix de Donald, fait les expressions du personnage |
| 19 juin 1994      | | | |
| 26 juin 1994      | | | |
| 3 juillet 1994    | Grégory et Julie découvrent à Wimereux les chiens de sauvetage en mer | Tandis que Julie s'essaie à la peinture à Eurodisneyland Paris pour réaliser un auto-portait afin de remporter un concours, Philippe et Gregory vont à l'Astroport Services Interstellaires réaliser leur autoportrait grace aux interfaces numériques de l'attraction | Deux humoristes, Suare et Villechèque |
| 10 juillet 1994   | Grégory suit Xavier Gouin dans une de ses journées de vol à l'aérodrome | Julie se perd dans la jungle du Temple du Péril, tombe dans le Ventre de la Terre, retrouve la jeep du campement ou l'agent de police Grégory veut la verbaliser pour stationnement illicite... | Mathieu Pouly, voyageur du monde à vélo |
| 17 juillet 1994   | Julie, Philippe et Grégrory rencontre les membres du Roller Team 340 au Trocadéro | Julie et Grégory essayent de pique-niquer à Disneyland Paris mais deux ours contrarient leur plan | Jean-Philippe Beau-Douëz, spécialiste des cétacés |
| 24 juillet 1994   | Julie, Philippe et Grégory sont à Nausica | Grégory en sorcier indien assez médiocre reçoit Julie au camp Indien de Frontierland à Disneyland Paris | Nicolas le jardinier |
| 31 juillet 1994   | | | |
| 7 août 1994       | Julie en instructeur, malmène Grégory et Philippe à travers le Disney World | | |
| 14 août 1994      | | | |
| 21 août 1994      | Un sketch où Julie, en chercheuse d'or, prépare sa dynamite dans le décors du Big Thunder Mountain, avant de demander l'aide de ses deux fils, Grégory et Philippe, qui doutent du succès de l'opération. Mais Julie repeint des pierres avec de la peinture de doré avant de faire sauter la mine pour jouer un tour à ses fils, qui découvrir la ruse, la peinture n'ayant pas eu le temps de sécher. | | |
| 28 août 1994      | Dans Fantasyland Grégory en cherchant à transformer Julie en princesse, se trompe et la fait disparaitre, avant de la faire se transformer en cactus. Finalement il parvient à la transformer en princesse mais perd tous ses pouvoirs magiques. | | |

#### Le mercredi matin
| Date               | Reportage |
| ------------------ | --- |
| 1er septembre 1993 | Un bien étrange pavillon chinois |
| 8 septembre 1993   | |
| 15 septembre 1993  | |
| 22 septembre 1993  | |
| 29 septembre 1993  | Un sketch à l’hôtel New York où Julie et Philippe font chacun un rêve merveilleux |
| 6 octobre 1993     | |
| 13 octobre 1993,   | Devant le Labyrinthe d'Alice, Julie raconte à Philippe et Grégory une histoire sur la Belle et la Bête, et une autre avec Dingo et Donald |
| 20 octobre 1993    | Julie, Philippe et Grégory avec Merlin l'enchanteur à Eurodisney |
| 27 octobre 1993    | |
| 3 novembre 1993    | Julie et Grégory suivent Philippe et Picsou à Eurodisney |
| 10 novembre 1993   | Un reportage au Silhouette Studio à Disney World |
| 17 novembre 1993   | Un reportage à Disney World |
| 24 novembre 1993   | |
| 1er décembre 1993, | Julie dans un sketch avec Philippe et Nicolas en Chinois improbable au pavillon Chinois de Disney World |
| 8 décembre 1993    | |
| 15 décembre 1993   | |
| 22 décembre 1993   | Philippe et Grégory assiste aux fêtes à Eurodisney |
| 29 décembre 1993   | Le Championnat Européen des Échecs à EuroDisney |
| 5 janvier 1994     | Le spectacle des ours Disney à Disney World |
| 12 janvier 1994    | Grégory visitant Jungle Cruise |
| 19 janvier 1994,   | Julie, Philippe et Grégory se perdre dans l'attraction Streets of America à Disney's Hollywood Studios |
| 26 janvier 1994    | Julie et Philippe travaillent sur une voiture ancienne pour Grégory à EuroDisney |
| 2 février 1994     | |
| 9 février 1994     | |
| 16 février 1994    | À bord du Walt Disney World Monorail, Philippe et Grégory traversent le Disney's Grand Floridian Resort, le Disney's Polynesian Resort, le Disney's Contemporary Resort, la sphère de l'Epcot, avant de retrouver Julie qui pilotait le train (émission du 16 février 1994)      |
| 23 février 1994    | |
| 2 mars 1994        | |
| 9 mars 1994        | |
| 16 mars 1994,      | Philippe en capitaine du "Richard F. Irvine" à Disney World |
| 23 mars 1994       | Un reportage sur la parade de Disney World |
| 30 mars 1994       | Seconde partie du sketch des agents spéciaux à EuroDisney avec Julie, Philippe et Grégory |
| 6 avril 1994       | |
| 13 avril 1994      | |
| 20 avril 1994      | |
| 27 avril 1994      | Philippe hallucine devant les sites suivants, avant que Grégory lui rappelle qu'ils sont à Euro Disneyland: - le Vidéopolis - le Blue Lagoon Restaurant - le Disneyodendron - le Haricot magique - l'Épée d'Arthur                                                               |
| 4 mai 1994         | Julie et Grégory à Euro Disneyland et dans le l'hôtel Santa Fe dans un sketch sur la manière de bronzer |
| 11 mai 1994        | Julie et Philippe ne cessent de voir partout des sosies de Grégory dans le Disneyland Hotel |
| 18 mai 1994        | Philippe désespère de photographier Dingo et Donald devant le Château jusqu'à ce que Julie lui apporte la pellicule pour son appareil photo |
| 25 mai 1994        | Philippe fakir dans le bazar de Eurodisney |
| 1er juin 1994      | |
| 8 juin 1994        | L'arrivée du TGV à Euro Disneyland |
| 15 juin 1994       | Julie jouant le rôle d'une grand-mère raconte les mauvais tours qu'elle a joué dans jeunesse à Philippe et Grégory près du fort de Pirates des Caraïbes, avant de devoir détaler, poursuivi par ces deux derniers également grands-pères et toujours rancuniers vis-à-vis d'elle |
| 22 juin 1994       | Grégory et Philippe se promène à Adventure Isle et viennent à la rescousse de Julie prisonnière du Capitaine Crochet qui la force à pêcher pour lui, alors qu'elle n'attrape que des chaussures                                                                                  |
| 29 juin 1994       | |
| 6 juillet 1994     | |
| 13 juillet 1994    | |
| 20 juillet 1994    | |
| 27 juillet 1994    | |
| 3 août 1994        | |
| 10 août 1994       | |
| 17 août 1994       | |
| 24 août 1994       | |
| 31 août 1994       | Julie et Grégory jouent dans le Fuente del oro aux danseurs de Flamenco avec Philippe ne les invite à aller voir les African tam tam |

#### Les vacances
| Date                      | Vacances  | Reportage | Invité                            |
| ------------------------- | --------- | --- | --------------------------------- |
| Jeudi 2 septembre 1993    | Eté 1993  | |                                   |
| Vendredi 3 septembre 1993 | Eté 1993  | |                                   |
| Lundi 6 septembre 1993    | Eté 1993  | |                                   |
| Jeudi 23 décembre 1993    | Noël 1993 | Julie et Philippe découvrent le Ski-Polka |                                   |
| Vendredi 24 décembre 1993 | Noël 1993 | Jean-Paul Favreau, collectionneur de manèges | Stéphane Le Chêne, un magicien    |
| Lundi 27 décembre 1993    | Noël 1993 | Philippe découvre la fabrication des pin's | Le vétérinaire Patrick Paillansay |
| Mardi 28 décembre 1993    | Noël 1993 | |                                   |
| Jeudi 30 décembre 1993    | Noël 1993 | |                                   |
| Vendredi 31 décembre 1993 | Noël 1993 | |                                   |
| Lundi 27 juin 1994        | Eté 1994  | |                                   |
| Mardi 28 juin 1994        | Eté 1994  | |                                   |
| Jeudi 30 juin 1994        | Eté 1994  | |                                   |
| Vendredi 1er juillet 1994 | Eté 1994  | |                                   |
| Lundi 4 juillet 1994      | Eté 1994  | Philippe et Gregory sont avec Tic et Tac et Davy Croket Ranch |                                   |
| Mardi 5 juillet 1994      | Eté 1994  | |                                   |
| Jeudi 7 juillet 1994      | Eté 1994  | |                                   |
| Vendredi 8 juillet 1994   | Eté 1994  | |                                   |
| Lundi 11 juillet 1994     | Eté 1994  | |                                   |
| Mardi 12 juillet 1994     | Eté 1994  | |                                   |
| Jeudi 14 juillet 1994     | Eté 1994  | |                                   |
| Vendredi 15 juillet 1994  | Eté 1994  | |                                   |
| Lundi 18 juillet 1994     | Eté 1994  | |                                   |
| Mardi 19 juillet 1994     | Eté 1994  | |                                   |
| Jeudi 21 juillet 1994     | Eté 1994  | |                                   |
| Vendredi 22 juillet 1994  | Eté 1994  | |                                   |
| Lundi 25 juillet 1994     | Eté 1994  | |                                   |
| Mardi 26 juillet 1994     | Eté 1994  | |                                   |
| Jeudi 27 juillet 1994     | Eté 1994  | |                                   |
| Vendredi 28 juillet 1994  | Eté 1994  | |                                   |
| Lundi 1er août 1994       | Eté 1994  | |                                   |
| Mardi 2 août 1994         | Eté 1994  | |                                   |
| Jeudi 4 août 1994         | Eté 1994  | |                                   |
| Vendredi 5 août 1994      | Eté 1994  | |                                   |
| Lundi 8 août 1994         | Eté 1994  | |                                   |
| Mardi 9 août 1994         | Eté 1994  | |                                   |
| Jeudi 11 août 1994        | Eté 1994  | |                                   |
| Vendredi 12 août 1994     | Eté 1994  | |                                   |
| Lundi 15 août 1994        | Eté 1994  | |                                   |
| Mardi 16 août 1994        | Eté 1994  | |                                   |
| Jeudi 18 août 1994        | Eté 1994  | A l’hôtel Sequoia Lodge, Julie rêve qu'elle se retrouve dans les bras de Grégory, son prince charmant, tandis que Philippe rêve qu'il mange un énorme pot de miel avec Winnie l'ourson. Le lendemain matin au petit déjeuner, chacun peut dire qu'il a fait un beau rêve... |                                   |
| Vendredi 19 août 1994     | Eté 1994  | |                                   |
| Lundi 22 août 1994        | Eté 1994  | |                                   |
| Mardi 23 août 1994        | Eté 1994  | |                                   |
| Jeudi 25 août 1994        | Eté 1994  | |                                   |
| Vendredi 26 août 1994     | Eté 1994  | Julie joue le rôle d'une cliente insupportable du Disneyland Hotel ayant perdu les perles de son collier et maltraitant Philippe et Grégory, avec de se casser la jambe en glissant sur ses perles                                                                          |                                   |
| Lundi 29 août 1994        | Eté 1994  | |                                   |
| Mardi 30 août 1994        | Eté 1994  | |                                   |

### Les rubriques
Comme lors de la saison précédente, il y avait deux rubriques proposées le dimanche matin (selon la semaine Cuisine ou Bricolage en milieu d’émission, puis Jeu en fin d'émission) et une rubrique le mercredi matin (la Magie présenté par Pierre Barclay en milieu d'émission). En ce qui concerne le dimanche matin, il est intéressant de souligner l'organisation des rubriques: en effet, si la rubrique Jeu a lieu chaque semaine, il existe une alternance régulière entre la rubrique Bricolage et la rubrique Cuisine.

Le dimanche matin était proposé:
| Rubrique jeu | Rubrique cuisine | Rubrique bricolage |
| --- | --- | --- |
| - Le jeu du bateau propulsé avec le souffle d'une paille (émission du dimanche 12 septembre 1993) - Le jeu des raisons et de la chantilly (émission du dimanche 26 septembre 1993) - Le jeu de la course en brouette (émission du dimanche 10 octobre 1993) - Le jeu de la libération des ballons (émission du dimanche 17 octobre 1993) - Le jeu de la reconnaissance des ingrédients (émission du dimanche 31 octobre 1993) - Le parcours des nénuphars (émission du dimanche 14 novembre 1933) - Le jeu du lancer de cerceaux sur des quilles (émission du dimanche 28 novembre 1933) - Le parcours du panier de fruit sur la tête (émission du dimanche 19 décembre 1993) - La course de sac (émission du dimanche 2 janvier 1994) - Le parcours avec des raquettes au pied(émission du dimanche 9 janvier 1994) - Le Casier à balle (émission du dimanche 16 janvier 1994) - Le parcours de hockey (émission du dimanche 23 janvier 1994) - Le jeu de la reconstruction d'un tableau les yeux (émission du dimanche 30 janvier 1994) - Le jeu du maquillage de clown (émission du dimanche 13 février 1994) - Le jeu de la pêche à la ligne (émission du dimanche 27 février 1994) - Le jeu des arcs et des flèches (émission du dimanche 27 mars 1994) - Le jeu de 1,2,3, soleil (émission du dimanche 10 avril 1994) - Le jeu de la corde (émission du dimanche 17 avril 1994) - Le labyrinthe à balle (émission du dimanche 24 avril 1994) - Une partie de ping-pong (émission du dimanche 1er mai 1994) - Un match de basket à 6 (émission du dimanche 8 mai 1994) - La balle au prisonnier (émission du dimanche 15 mai 1994) - Le jeu du parcours de la cuillère et de la balle (émission du dimanche 22 mai 1994) - Le jeu du lancer de chapeaux sur perroquet (émission du dimanche 3 juillet 1994) - Le jeu de la danse du limbo (émission du dimanche 10 juillet 1994) - Le jeu du tournoi de tennis (émission du dimanche 17 juillet 1994) - Le jeu du percage de baudruches à l'aveugle (émission du dimanche 24 juillet 1994) | - La compote du verger (émission du dimanche 5 septembre 1993) - La brochette de bonbons (émission du dimanche 5 septembre 1993), - Les œufs au lait (émission du dimanche 19 septembre 1993) - La tarte aux pommes aux épices (émission du dimanche 26 septembre 1993) - Les cookies aux noisettes (émission du dimanche 3 octobre 1993) - Le gâteau aux noisettes (émission du dimanche 10 octobre 1993) - Le Clafoutis et le chaud-froid aux pommes (émission du dimanche 17 octobre 1993), - Le délice aux noix (émission du dimanche 24 octobre 1993) - La salade d'ananas aux figues (émission du dimanche 31 octobre 1993), - Le gâteau roulé (émission du dimanche 7 novembre 1993) - La crème au thé (émission du dimanche 14 novembre 1993), - Le gâteau de pommes aux amandes (émission du dimanche 21 novembre 1993) - Les brioches aux crevettes (émission du dimanche 28 novembre 1993), - Les petites madeleines (émission du dimanche 5 décembre 1993) - Les croquettes de pommes de terre (émission du dimanche 12 décembre 1993) - Le cake aux pépites de chocolat (émission du dimanche 19 décembre 1993) - La Bûche de Noël (émission Spécial Noël du Disney Club Noël du jeudi 23 décembre 1993), - Les petits copains (émission du dimanche 26 décembre 1993) - La galette des rois (émission du 9 janvier 1994) - Le chat et la souris (émission du dimanche 9 janvier 1994) - Le gâteau à l'orange (émission du dimanche 23 janvier 1994), - Les crêpes de Mardi gras (émission du dimanche 6 février 1994) - La tarte au citron vert (émission du dimanche 20 février 1994) - Le masque de clown (émission du dimanche 6 mars 1994) - Les petits lapins (émission du dimanche 20 mars 1994), - Les cocktails du goûter: le chocolat-menthe et les fraises au lait (émission du dimanche 3 avril 1994) - La salade de poulet aux kiwis (émission du dimanche 17 avril 1994) - Le citron-kiwi glacé (émission du dimanche 1er mai 1994) - Le "breakfast" anglais (émission du dimanche 15 mai 1994), - Les abricots gourmands (émission du dimanche 5 juin 1994) - Le cocktail indien (émission du dimanche 19 juin 1994) - La confiture de fraise à froid (émission du dimanche 3 juillet 1994) - Les abricots gourmands (émission du dimanche 17 juillet 1994) | - La fabrication d'un jardin zen (émission du 12 septembre 1993) - La fabrication d'un puzzle (émission du 26 septembre 1993) - L'habillage de livres (émission du dimanche 10 octobre 1993), - La fabrication des décorations de Noël (émission du 19 décembre 1993) - La fabrication d'un étui à lunette en forme de poisson (émission du dimanche 2 janvier 1994), - La boite à fiches (émission du dimanche 16 janvier 1994) - Une mosaïque (émission du dimanche 16 janvier 1994) - Le porte-clés crocodile (émission du dimanche 30 janvier 1994), - Une mangeoire pour les oiseaux (émission du dimanche 13 février 1994), - La boite à courrier (émission du dimanche 27 février 1994), - La boite pour rire (émission du dimanche 13 mars 1994) - Un pot à crayons (émission du dimanche 27 mars 1994), - Le casier rangement (émission du dimanche 10 avril 1994), - Le diable rouge (émission du dimanche 24 avril 1994), - Un baromètre (émission du dimanche 8 mai 1994) - Le tampon encreur (émission du dimanche 15 mai 1994) - Le cadre photo (émission du dimanche 22 mai 1994), - Pas d'émission le dimanche 29 mai 1994 - Comment dessiner Donald (émission du dimanche 12 juin 1994), - La boite loupe (émission du dimanche 26 juin 1994) - Un Poisson-serpent-volant (émission du dimanche 10 juillet 1994) - Un Chat-Epouvantail (émission du dimanche 24 juillet 1994) |

Le mercredi était proposé la rubrique de l'atelier de magie de Pierre Barclay (par exemple l'atelier magie du Disney Club Mercredi du 16 février 1994):
- Le faux mélange de cartes (émission du Disney Club Mercredi du 1er septembre 1993)[50]
- Le pistage de la carte par emprunte digitale (émission du mercredi du 13 octobre 1993)[51]
- La souris hypnotisée en équilibre sur une carte (émission du Disney Club Mercredi du 10 novembre 1993)[52]
- La baguette qui se tord toute seule (émission du Disney Club Mercredi du 1er décembre 1993)[23]
- Un tour de carte (émission du Disney Club Mercredi du 29 décembre 1993)[11]
- Le tour de deux fois l'année en cours (émission du Disney Club Mercredi du 19 janvier 1994)[55]
- Le tour des menottes (émission du Disney Club Mercredi du 26 janvier 1994)[56]
- Le tour des 4 as (émission du Disney Club Mercredi du 16 février 1994)[4]
- L’apparition d'un lapin dans une boite à partir d'un dessin (émission du Disney Club Mercredi du 27 avril 1994)[61]
- Le jeu de la carte retrouvée (émission du Disney Club Mercredi du 4 mai 1994)[62]
- L'orange marquée d'une croix (émission du Disney Club Mercredi du 11 mai 1994)[63]
- La carte avec miroir (émission du Disney Club Mercredi du 11 mai 1994)[44]
- Le sucre magique (émission du Disney Club Mercredi du 8 juin 1994)[64]
- Les dés magique (émission du Disney Club Mercredi du 15 juin 1994)[65]
- La capsule voyageuse (émission du Disney Club mercredi du 27 juillet 1994)[101]
- L'olive caméléon (émission du Disney Club mercredi du 3 aout 1994)[102]
- Transmission de pensées (émission du Disney Club mercredi du 10 aout 1994)[103]
- La bague élastique (émission du Disney Club mercredi du 17 aout 1994)[104]
- Le fil incoupable (émission du Disney Club mercredi du 24 aout 1994)[105]
- Le sucre mystérieux (émission du Disney Club mercredi du 31 aout 1994)[106]

### Concours
Le concours consistait à découvrir un objet, un lieu ou une personne à partir de trois indices donnés lors de l'émission du dimanche. En fin de chaque émission la réponse pour le concours de la semaine est rappelé après un rappel de trois indices du concours de la semaine en cours. Avoir gagné quatre concours pouvait permettre d'être tiré au sort afin de gagner un séjour à Euro Disneyland ainsi qu'un abonnement d'un an au Journal de Mickey.

C'est ainsi, par exemple, que lors de l'émission du 10 juillet 1994, fut annoncé non seulement, les noms des gagnants du concours de la semaine précédente, c'est-à-dire de l'émission du dimanche 3 juillet 1994, mais également le gagnant du tirage au sort du super-concours, c'est-à-dire, un des enfants ayant gagné les concours des émissions du 5 juin, du 12 juin, du 19 juin et du 26 juin 1994.

Le thème du concours pouvait être en lien avec l'actualité ou le thème de l'émission: par exemple lors de l'émission du 6 février 1994, la réponse du concours portait sur l’œuvre d'Alexandre Dumas, Les Trois Mousquetaires, ce qui était en lien avec le reportage no 2 de l'émission du 30 janvier 1994, portant sur le film sorti à cette occasion.
Voici une liste non exhaustive des concours.

| Date              | Indice no 1                                                | Indice no 2                                         | Indice no 3                                           | Réponse                                 | Super concours |
| ----------------- | ---------------------------------------------------------- | --------------------------------------------------- | ----------------------------------------------------- | --------------------------------------- | -------------- |
| 5 septembre 1993  | Julie recevant de Philippe la Couronne impériale d'apparat | Une représentation d'un Yeomen Warders              | L'Union Jack                                          | Élisabeth II                            | 42             |
| 12 septembre 1993 | De la lavande                                              | Une cigale                                          | Des poupées provençales                               | La Provence                             | 42             |
| 19 septembre 1993 | Une carte d'Italie                                         | Julie avec un masque du Carnaval                    | Une gondole                                           | Venise                                  | 43             |
| 26 septembre 1993 | Une épée                                                   | Un fouet                                            | Philippe déguisé en Zorro                             | Zorro                                   | 43             |
| 3 octobre 1993    | Un stade                                                   | Un ballon                                           | Grégory en footballeur                                | Le football                             | 43             |
| 10 octobre 1993   | Grégory étalant de la crème avec une douille               | Philippe avec le costume de patissier               | Une assiette de patisserie                            | Le métier de patissier                  | 43             |
| 17 octobre 1993   | Julie avec une paire de basket                             | Un ballon et un panier de basket                    | Un tee-shirt des Chicago bulls                        | Michael Jordan                          | 44             |
| 24 octobre 1993   | Des chardon et des sablés                                  | Une cornemuse                                       | Philippe en kilte                                     | L'Écosse                                | 44             |
| 31 octobre 1993   | Philippe et Grégory en bûcherons                           | Le Drapeau du Québec                                | Une carte du Québec                                   | Le Québec                               | 44             |
| 7 novembre 1993   | Julie en costume traditionnel japonais                     | Le Hinomaru                                         | Une maquette de montagne                              | Le Fujiyama                             | 44             |
| 14 novembre 1993  | Des chaussures de course                                   | Un Chronomètre                                      | Une piste de course à pied                            | Marie-José Pérec                        | 45             |
| 21 novembre 1993  | L'arche                                                    | Les animaux                                         | Le déluge                                             | Noé                                     | 45             |
| 28 novembre 1993  | Julie sur un tapis                                         | Julie en costume de danseuse orientales             | La lampe magique                                      | Aladdin,                                | 45             |
| 5 décembre 1993   | De la Feta, des olives et des champignons à la Grecque     | Le Parthénon                                        | Grégory en costume traditionnel grec                  | La Grèce                                | 45             |
| 12 décembre 1993  | Des plans d'architecture                                   | Une table d'architecte                              | Une maquette                                          | Architecte                              | 46             |
| 19 décembre 1993  | Des friandises                                             | Des cadeaux                                         | La coiffe et le bâton                                 | Saint-Nicolas                           | 46             |
| 26 décembre 1993  | Un bonnet finlandais                                       | Une Poupée finlandaise                              | Le drapeau finlandais                                 | La Finlande                             | 46             |
| 2 janvier 1994    | Une étoile                                                 | Des offrandes                                       | Julie, Philippe et Grégory en Rois mages              | Les Rois mages,                         | 46             |
| 9 janvier 1994    | Chaussure de ski de fond,                                  | Une piste de ski de fond,                           | Les bâtons et les skis de fond,                       | Le Ski de fond,                         | 47             |
| 16 janvier 1994   | Un Porte-voix                                              | Le fauteuil de metteur en scène                     | Une caméra                                            | Réalisateur,                            | 47             |
| 23 janvier 1994   | Des castagnettes                                           | Des danseurs de Flamenco                            | Une carte d'Espagne                                   | Séville,                                | 47             |
| 30 janvier 1994   | Un passeport                                               | Philippe en douanier                                | Un poste de douane                                    | Le métier de douanier                   | 47             |
| 6 février 1994    | Les Ferrets de la reine                                    | Quatre épées                                        | Julie, Philippe et Grégory déguisés en mousquetaire   | Les Trois Mousquetaires                 | 48             |
| 13 février 1994   | Un livre                                                   | Un ballon                                           | Un Globe terrestre                                    | Le Tour du monde en quatre-vingts jours | 48             |
| 20 février 1994   | Une pyramide                                               | Philippe en Pharaon                                 | Une statue de Pharaon                                 | Toutânkhamon                            | 48             |
| 27 février 1994   | Un tas de pierres                                          | Grégory et Philippe en costume traditionnel chinois |                                                       | La Grande Muraille                      | 48             |
| 6 mars 1994       | Du mimosa et des œillets                                   | Un costume niçois                                   | Une Salade niçoise                                    | Nice                                    | 49             |
| 13 mars 1994      | Une carte des étoiles                                      | Une Lunette astronomique                            | Un observatoire                                       | Astronome                               | 49             |
| 20 mars 1994      | Un costume traditionnel alsacien                           | Une cigogne                                         | Le drapeau de la CEE                                  | Strasbourg                              | 49             |
| 27 mars 1994      | Un troupeau de moutons                                     | Une carte de France avec Orléans                    | Julie en armure                                       | Jeanne d'Arc                            | 49             |
| 3 avril 1994      | Des cloches et des cymbales                                | Philippe en costume de moine tibétain               | Le drapeau du Tibet                                   | Le Tibet                                | 50             |
| 10 avril 1994     | Un code pénal                                              | La balance de la justice                            | Grégory en robe d'avocat                              | Le métier d'avocat                      | 50             |
| 17 avril 1994     | Un décor de Paris avec la Tour Eiffel                      | Des instruments de musique                          | Trois peluches de chatons                             | Les Aristochats                         | 50             |
| 24 avril 1994     | Julie faisant de la Chimie                                 | Grégory tenant une ardoise avec écrit Ra            | Philippe remet le Prix Nobel de physique à Julie      | Marie Curie                             | 50             |
| 1er mai 1994      | Un plat basque                                             | Un costume basque                                   | Une chistera                                          | Le Pays basque                          | 51             |
| 8 mai 1994        | Un chantier de fouilles                                    | Une carte de fouilles                               | Un fossile                                            | Archéologue                             | 51             |
| 15 mai 1994       | Philippe en bagnard                                        | Une maquette d'Ariane 4                             | Le Drapeau de la France                               | La Guyane                               | 51             |
| 22 mai 1994       | Julie en costume de Pénélope                               | Grégroy en Cyclope                                  | Julie lisant l'odyssée                                | Ulysse                                  | 51             |
| 29 mai 1994       | Pas d'émission                                             | Pas d'émission                                      | Pas d'émission                                        | Pas d'émission                          | Pas d'émission |
| 5 juin 1994       | Une maquette d'avion de ligne                              | Julie en hôtesse de l'aire                          | Les consignes de sécurité données par Julie           | Hôtesse de l'air                        | 52             |
| 12 juin 1994      | Panneau d'entrée de ville d'Isigny                         | Un dessin de Mickey Mouse                           |                                                       | Walt Disney                             | 52             |
| 19 juin 1994      |                                                            |                                                     |                                                       | Festival de Cannes                      | 52             |
| 26 juin 1994      | Le drapeau de Monaco                                       | Le circuit du grand prix d'automobile de Monaco     | Philippe en tenu de footballeur de l'équipe de Monaco | La principauté de Monaco,               | 52             |
| 3 juillet 1994    | Un berceau en osier                                        | Les Tables de la Loi                                | L'Ancien Testament                                    | Moïse                                   | 53             |
| 10 juillet 1994   | Une machine à écrire                                       | Julie tenant un micro et filmé par Philippe         | Le Prix Pulitzer                                      | journalisme                             | 53             |
| 17 juillet 1994   | Julie en kid                                               | Grégory exécutant la danse des petits pas           | Philippe déguisé en Charlie Chaplin                   | Charlie Chaplin                         | 53             |
| 24 juillet 1994   | Des pâtisseries marocaines                                 | Philippe et Grégory portant des Fez                 | Le Drapeau du Maroc                                   | Le Maroc                                | 53             |
| 31 juillet 1994   |                                                            |                                                     |                                                       |                                         | 54             |
| 7 aout 1994       |                                                            |                                                     |                                                       |                                         | 54             |
| 14 aout 1994      |                                                            |                                                     |                                                       |                                         | 54             |
| 21 aout 1994      |                                                            |                                                     |                                                       |                                         | 54             |
| 28 aout 1994      |                                                            |                                                     |                                                       |                                         | 55             |

### Artistes du moment de variété
- Lisa Marine : "Cinéma" (émission du dimanche 5 septembre 1993)[10]
- Native : "Si la vie demande ça" (émission du dimanche 12 septembre 1993)[13]
- Clara : "Dança do Brega" (émission du dimanche 26 septembre 1993)[14]
- Le groupe United Planet qui interprète la première chanson de Michael Jackson traduite en français : "Change le monde" [76] (émission du 3 octobre 1993)
- Anaïs et Didier Barbelivien : "Quitter l’autoroute" (émission du 10 octobre 1993)[15]
- Santa Esmeralda : "Don't Let Me Be Misunderstood" (émission du 17 octobre 1993)[16]
- Ophélie Winter: "Shame on you" (émission du 31 octobre 1993)[17]
- Thierry Hazard : "Julie est trop prude" (émission du 14 novembre 1993)[19]
- Anne : "Mon plus beau rêve"[107] (émission du dimanche 28 novembre 1993)
- Karine Costa (et soit Daniel Lévi, soit Paolo Domingo), la chanson d'Aladdin: "Ce rêve bleu"[81] (émission du 5 décembre 1993)
- Philippe Swan : "The policy of love" (émission du dimanche 12 décembre 1993)[24]
- Didier Sustrac : "Le Loup" (émission du dimanche 19 décembre 1993)[8]
- Hugues Aufray : "La soupe à ma grand-mère" (émission du dimanche 26 décembre 1993)[27]
- T.P.F.F. : "Nightlife" (émission du dimanche 2 janvier 1994)[28]
- Indra : "Yesterday is history" (émission du dimanche 9 janvier 1994)[29]
- Émile Wandelmer : "One Way Ticket" (émission du dimanche 16 janvier 1994)[1]
- Mory Kanté : "La Tension" (émission du dimanche 23 janvier 1994)[9]
- Dominos : "Je Suis Swing" (émission du dimanche 30 janvier 1994) [32]
- Henri Dès : "Les coupables sous la table" (émission du dimanche 13 février 1994)[34]
- Anne: "Mon plus beau rêve" (émission du dimanche 20 février 1994)[36]
- Philippe Lavil et Édith Lefel: "Touché en vol" (émission du dimanche 27 février 1994)[2]
- Eternal : "Stay" (émission du dimanche 13 mars 1994)[37]
- François Feldman: "Le p'tit cireur" (émission du dimanche 20 mars 1994)[38]
- Volt-Face : "Zouké light" (émission du dimanche 27 mars 1994)[39]
- Anne : "Tout le monde veut devenir un Cat"[87] (émission du dimanche 3 avril 1994)
- The Choice : "The ballad of Lea and Paul"(émission du dimanche 10 avril 1994)[40]
- David Koven : "Changer d'air" (émission du dimanche 17 avril 1994)[41]
- Dany Brillant : "J'aime la musique" (émission du dimanche 24 avril 1994)[42]
- Indra : "Hollywood" (émission du dimanche 1er mai 1994)[5]
- Le groupe Club Taboo : "Do The Cat" (émission du dimanche 8 mai 1994)[6]
- Le groupe Blonde Amer : "Jamais sûr de rien" (émission du dimanche 15 mai 1994)[43]
- Patrice Marlone: "Si tu t'en vas" (émission du dimanche 22 mai 1994)[45]
- Pas d'émission le dimanche 29 mai 1994
- Chelsea : "Sweet Sixteen" (émission du dimanche 3 juillet 1994[47]
- Manu Dibango : "Fous, Fous de foot" (émission du dimanche 10 juillet 1994)[3]
- Les Vagabonds : "Betty Boop" (émission du dimanche 24 juillet 1994)[49]

## Dessins Animés diffusés
le dimanche matin
- Tic et Tac, les rangers du risque
- Super Baloo
- Myster Mask
- La Bande à Dingo

le mercredi matin
- La Bande à Picsou
- Les Gummies puis le 2 février 1994 La Petite Sirène

### Liste des épisodes de série d'animation

#### Programmation du dimanche matin
| Date              | Tic et Tac, les rangers du risque         | Super Baloo                             | Myster Mask                                      | La Bande à Dingo                           |
| ----------------- | ----------------------------------------- | --------------------------------------- | ------------------------------------------------ | ------------------------------------------ |
| 5 septembre 1993  | Startac                                   | Un ourson nommé Lama                    | L'affaire Mystero Maskito                        | Cinéma de minuit sur la ville              |
| 12 septembre 1993 | Rencontre du deuxième Tac                 | Becky, j'ai rétréci la gosse            | L'affaire de l'idiomat                           | Un voisin amical                           |
| 19 septembre 1993 |                                           | Baloo des sources                       | L'affaire Myster Mask                            |                                            |
| 26 septembre 1993 | Traladdin et la cafetière magique         | Gastine et Reinette s'en vont en guerre | L'affaire de la choucroute volante               | Les Joies du camping                       |
| 3 octobre 1993    |                                           | La colle est finie                      | L'affaire mamie nette et mamie crade             |                                            |
| 10 octobre 1993   | Les Tontons disqueurs                     | La guerre du froid n'aura pas lieu      | L'affaire de l'enfer                             | Trouver c'est garder                       |
| 17 octobre 1993   | SOS fantôme à Tac                         | Les 24 heures du ciel                   | L'affaire des yoyos royaux                       | Inspecteur Dingo                           |
| 24 octobre 1993   |                                           | Qui a peur du grand méchant fou         | L'affaire de la multiplication des pins          |                                            |
| 31 octobre 1993   | Syracroco de Bergerac                     | La grande course autour du son          | L'affaire supertache II : le retour              | La Maison dans le lac                      |
| 7 novembre 1993   |                                           | Rien que pour ta glace                  | L'affaire Marguerite Duraille                    |                                            |
| 14 novembre 1993  | La Grosse Abeille qui monte, qui monte... | Le facteur grogne toujours deux fois    | L'affaire Irma Tiergrise                         | Le Papier peint                            |
| 21 novembre 1993  |                                           | Le miroir aux pirates (1)               | L'affaire de l'ami public no 1                   | Tel père, tel fils                         |
| 28 novembre 1993  | Le coocoo-coola culte                     | Le miroir aux pirates (2)               | L'affaire Myster Mask: la BD                     | A maison, maison et demi                   |
| 5 décembre 1993   | Les Aventuriers de la momie perdue        | Vol au-dessus d'un nid de couronnes     | L'affaire Taupinanmbour II : le retour           | Une journée aérienne                       |
| 12 décembre 1993  | Un zoo fou, fou, fou                      | La pieuvre par neuf                     | L'affaire du studio des horreurs                 | Une journée de pêche                       |
| 19 décembre 1993  | Le Zanimal préhystérique                  | Pour une poignée de diamants            | L'affaire du double mystère                      | La Patmobile                               |
| 26 décembre 1993  | Robochat                                  | La pieuvre par neuf                     | L'affaire du gang des affreux                    | Le Bon, la Brute et le Dingo               |
| 2 janvier 1994    | Coup de foudre au labo                    | Le cercle des prouesses disparues       | L'affaire du bal masqué                          | Le Général L'Épervier                      |
| 9 janvier 1994    | La guerre des anchois n'aura pas lieu     | La soupe aux truffes                    | L'affaire de l'eau de là                         | La musculation                             |
| 16 janvier 1994   | Irma la boule                             | Un Carburant ça pompe Enormément        | L'affaire de la divine aigrette                  | L'Incroyable Bulk                          |
| 23 janvier 1994   | Hypno-Tic                                 | L'oignon fait la force                  | L'affaire de Camille Caméléon                    | Il n'y a pas de fumée sans Dingo           |
| 30 janvier 1994   |                                           | Zimouines                               | L'affaire du front spatial                       | L'Abominable Homme des neiges              |
| 6 février 1994    |                                           | Le jour le plus faux                    | L'affaire du vieux mystère                       | Opération recyclage                        |
| 13 février 1994   | Le Dernier des farfadets                  | Parole de perroquet                     | L'affaire du musée                               | Pat est au régime                          |
| 20 février 1994   | Agent secret 00 Tac                       | Robot, boulot, dodo                     | L'affaire des raz de magnets                     | Les Dingorruptibles                        |
| 27 février 1994   | Nuit de chine, nuit Tac'ine               | Rebond 007                              | L'affaire de Tupercouacs                         | La Course de baignoires                    |
| 6 mars 1994       | Le parfum de la femme en mauve            | Bas de laine contre une baleine         | L'affaire du retour de la vengeance des chapeaux | Rencontre de l'étrange type                |
| 13 mars 1994,     | Ice Crime                                 | Le Zbeugz a encore frappé               | L'affaire de la dynastie Colvert                 | La Dulcinée de Dingo                       |
| 20 mars 1994      | Les Malheurs de Belzebuth                 | Starlywood                              | L'affaire des grigris de famille                 | Une addition chargée                       |
| 27 mars 1994      | Royaume du grand volcan Tiveu             | Le fantôme de Rebecca                   | L'affaire Hélène et les cannetons                | Protection maximum                         |
| 3 avril 1994      | L'Arrestation d'Hercule Poivron [1/5]     | L'oncle et la poupée                    | L'affaire Toros Bulba II : le retour             | Le roi des pharaons                        |
| 10 avril 1994     | Tic & Tac enquêtent [2/5]                 | Abc comme Amédée                        | L'affaire Calamity Fresque                       | La salle de gym                            |
| 17 avril 1994     | Fric Frac au Pôle Nord [3/5]              | Moutarde, saucisses et cornichon        | L'affaire du dédoublement de Poussinette         | Deux agents très spéciaux                  |
| 24 avril 1994     | Hercule Poivron s'évade [4/5]             | Santa planeta                           | L'affaire Tata Isamoche & Cie                    | Qui veut la peau de Pat                    |
| 1er mai 1994      | La Poursuite infernale [5/5]              | La légende de Villenbroucle             | L'affaire Claquos de Chavignol                   | Madame lave des carreaux                   |
| 8 mai 1994        | Abracadatac remet ça                      | Tel est pris qui croyait prendre        | L'affaire Albert Blanc de Soupière               | Règlement de comptes à Okay-d'accorbal     |
| 15 mai 1994       |                                           | Les baloos maudits                      |                                                  | Vive le baseball                           |
| 22 mai 1994       | Les Rois de l'arène                       | Le cours de Zingal-orthographe          | L’Affaire Jurassic Couac                         | Dingo en concert                           |
| 29 mai 1994       | Pas d'émission                            | Pas d'émission                          | Pas d'émission                                   | Pas d'émission                             |
| 5 juin 1994       |                                           | Looping en jupon                        |                                                  | Pat fait mouche                            |
| 12 juin 1994      | Avec perle et fracas                      | Citizen Khan                            | L'affaire qui relask un mask                     | Mon grand frère Pat                        |
| 19 juin 1994      |                                           |                                         | My Valentine Ghoul                               | Marmotte mortelle                          |
| 26 juin 1994      |                                           | Quand les pirates s'en mêlent [1/4]     | L'affaire du canard vador                        | La Ruée vers l'or                          |
| 3 juillet 1994    | Une grande paire d'amis                   | Quand les pirates s'en mêlent [2/4]     | L'affaire Twin Bec                               | Miss Loufoqueville                         |
| 10 juillet 1994   | Si jaune et déjà ponnais                  | Quand les pirates s'en mêlent [3/4]     | L'affaire Alfred Hichphoque                      | Vidéos, Farces et Catastrophes             |
| 17 juillet 1994   | Les Tapis voleurs                         | Quand les pirates s'en mêlent [4/4]     | L'Affaire de la rupture                          | Un tour en ville                           |
| 24 juillet 1994   | 20 000 Louis sous les mers                | Le tour du monde en 50$                 | L'affaire du tout petit golf                     | Dingo des Bois et ses hommes mélancoliques |
| 31 juillet 1994   |                                           | Baloo au bal                            | L'affaire Alfred Hichphoque le retour            | Dingo porte bonheur                        |
| 7 aout 1994       |                                           | Baloo au régime de bananes              | L'affaire du major Trenchcot                     | FrankenDingo                               |
| 14 aout 1994      |                                           | Kit ou double                           | L'affaire à surprise multiple                    | Pat au Paddoc                              |
| 21 aout 1994      |                                           | La rançon de la poire                   | L'affaire Raidi Moudugenou                       | Un régime de dingue                        |
| 28 aout 1994      |                                           | L'ange gardien                          | L'affaire du vrai-faux Myster                    | Une réunion de famille de dingue           |

#### Programmation du mercredi matin
Comme pour l'émission du dimanche, les séries de dessins-animés étaient le contenu principal de l'émission, afin de fixer le public de téléspectateurs, composés en très grande partie d'enfant ayant entre 5 ans et 13 ans (si l'on se fit à l'âge des enfants ayant envoyé des dessins à l'émission). Les séries de dessins-animés encadraient la rubrique dessins, le second court-métrage et la rubrique magie. Elle était précédée pour la première par le premier court-métrage, et suivie pour la seconde par le reportage.

Le mercredi matin, il y avait deux cases horaires pour diffuser les séries: 
- dans la première case horaire, du 1er septembre 1993 au 26 janvier 1994, la série Les Gummi était programmée avant d'être remplacée le 2 février 1994 par la série La Petite Sirène jusqu'au 31 aout 1994,
- dans la seconde cas horaire, du 1er septembre 1993 jusqu'au 31 aout 1994, la série Bande à Picsou était programmée.

Il est néanmoins important de préciser que lors du passage de la série Les Gummi à la série La Petite Sirène, une inversion des cases horaires a été opérée avec la série La Bande à Picsou, celle-ci se retrouvant diffusée en premier. Cette opération est conforme à la pratique à l'époque de la société Disney, d'utiliser les épisodes des nouvelles série, en toute fin d'émission.

Le tableau ci-dessous, liste les épisodes diffusés dans l'émission du mercredi matin.

| Date               | Les Gummi                                                   | La Bande à Picsou                      |
| ------------------ | ----------------------------------------------------------- | -------------------------------------- |
| 1er septembre 1993 |                                                             |                                        |
| 8 septembre 1993   |                                                             |                                        |
| 15 septembre 1993  |                                                             |                                        |
| 22 septembre 1993  |                                                             |                                        |
| 29 septembre 1993  |                                                             |                                        |
| 6 octobre 1993     |                                                             | Le premier accident de Flagada         |
| 13 octobre 1993,   | Le sinistre sculpteur / L'incarnation lumineuse             | L'inécrasable Hindentanic              |
| 20 octobre 1993    |                                                             | Le Sou-fétiche de Picsou               |
| 27 octobre 1993    |                                                             | Le Canard au masque de fer             |
| 3 novembre 1993    | un épisode où les Gummis font l'expérience de la magie      | L'argent n'achète pas tout             |
| 10 novembre 1993   | Le chapeau changeur                                         | Peur de son ombre                      |
| 17 novembre 1993   |                                                             | Docteur Jekyll et Mister Picsou        |
| 24 novembre 1993   |                                                             | Il était une fois un sou               |
| 1er décembre 1993  | Le secret de la « Gummiboise »                              | Tout le monde sur le pont              |
| 8 décembre 1993    | Que la lumière soit                                         | Les Gentils Monstres                   |
| 15 décembre 1993   | En route pour le pays des grands gummi                      | Des histoires de canard                |
| 22 décembre 1993   | La vengeance                                                | Une marque indélébile                  |
| 29 décembre 1993   | Pour que la lumière soit                                    | Le Canard qui voulait être roi         |
| 5 janvier 1994     | Le pont de la rivière Gummi                                 | Bubba a des bobos                      |
| 12 janvier 1994    | Plus rapide qu'un Tummi et Pour quelques Louis d'or de plus | Le Départ de Bubba                     |
| 19 janvier 1994    | Un piège pour les Trolls / Qui dort perd                    | La caverne d'Ali Bubba                 |
| 26 janvier 1994    | La vengeance                                                | Argent liquide                         |
| Date               | La Petite Sirène                                            | La Bande à Picsou                      |
| 2 février 1994     | Épaulard rigolard                                           | Argent glacé                           |
| 9 février 1994     | Sébastien ambassadeur                                       | Robotic                                |
| 16 février 1994    | Tempête                                                     | Rapetous millionnaires                 |
| 23 février 1994    | Oursounet                                                   | Les voleurs venus d'ailleurs           |
| 2 mars 1994        | Ganzi, Ganzi                                                | Au pays de Tralala                     |
| 9 mars 1994        | Une bouteille à la mer                                      | Maman psy                              |
| 16 mars 1994       | Truc machin chouette                                        | Le jour de l'argent de poche           |
| 23 mars 1994       | Le bracelet maléfique                                       | Bubbéo et Juliette                     |
| 30 mars 1994       | Mariage aquatique                                           |                                        |
| 6 avril 1994       | Manta le terrible                                           | Avalanche d'ennuis pour Picsou         |
| 13 avril 1994      | Eel-ectric City                                             |                                        |
| 20 avril 1994      | Sa majesté Carotte                                          |                                        |
| 27 avril 1994      | Le carnaval des marées                                      | Attraction Métallique                  |
| 4 mai 1994         | Le Trident Royal                                            | Bubba le génie                         |
| 11 mai 1994        | Sébastien démissionne                                       | Do, ré, mi                             |
| 18 mai 1994        | La calliope des mers                                        | Le Boogie rappetou blues               |
| 25 mai 1994        | Un drôle de sortilège                                       | Vice-président c'est pas de la gomme ! |
| 1er juin 1994      | Miss catastrophe                                            | Le Secret de Robotique                 |
| 8 juin 1994        | Un amour d'épaulard                                         | Un mariage à la Rapetou                |
| 15 juin 1994       | Rêve d'étoile                                               | Le Coffre-fort incassable              |
| 22 juin 1994       | Tonnerre de Zeus                                            |                                        |
| 29 juin 1994       | Poisson métallique                                          |                                        |
| 6 juillet 1994     | Le crabe géant                                              |                                        |
| 13 juillet 1994    | Eurêka                                                      |                                        |
| 20 juillet 1994    | L'île de la terreur                                         |                                        |
| 27 juillet 1994    | Son altesse Sébastien                                       |                                        |
| 3 août 1994        | Au pays des dinosaures                                      |                                        |
| 10 août 1994       | Apollo                                                      |                                        |
| 17 août 1994       | Le piranha poilu                                            |                                        |
| 24 août 1994       | Un petit diable                                             |                                        |
| 31 août 1994       | Mes chers trésors                                           |                                        |

#### Programmation des vacances
| Période scolaire du mardi 7 septembre au samedi 18 décembre 1993 |          |                                                  |                                   |
| Date                                                             | Vacances | Les Nouvelles Aventures de Winnie l'ourson       | Tic et Tac, les rangers du risque |
| Lundi 20 décembre 1993                                           | Noël     |                                                  |                                   |
| Jeudi 23 décembre 1993                                           | Noël     |                                                  | Elas - Tic & Tac                  |
| Mardi 28 décembre 1993                                           | Noël     |                                                  |                                   |
| Vendredi 31 décembre 1993                                        | Noël     |                                                  |                                   |
| Date                                                             | Vacances | Les Gummi                                        | La Bande à Picsou                 |
| Mardi 21 décembre 1993                                           | Noël     |                                                  |                                   |
| Vendredi 24 décembre 1993                                        | Noël     | Un faiseur de neige/Un fantôme dans les biscuits | La fortune engloutie              |
| Lundi 27 décembre 1993                                           | Noël     | Les chevaliers de Gumadoune                      | Le contrôleur du temps            |
| Jeudi 30 décembre 1993                                           | Noël     |                                                  |                                   |
| Période scolaire du lundi 3 janvier au mardi 5 juillet 1994      |          |                                                  |                                   |

### Courts-métrages classiques diffusés
Lors de cette émission, la diffusion suivait un schéma similaire à celui qui avait été adopté à l'occasion de la précédente saison, c'est-à-dire une concentration des courts-métrages sur l'émission du mercredi matin. En effet, le dimanche il n'y avait qu'un seul court-métrage diffusé, entre le troisième et le quatrième épisode de séries de dessins animés (dans le cas de cette saison, entre l'épisode de Myster Mask et celui de La Bande à Dingo). À l'inverse, deux courts-métrages étaient diffusés dans l'émission du mercredi matin: le premier en tout début d'émission, juste après l'annonce du programme, et le second entre les deux épisodes de série de dessins animés.

Le tableau suivant rend une liste non-exhaustive des courts-métrages diffusés:
| Dimanche matin | Mercredi matin |
| --- | --- |
| - Le Pingouin de Donald (émission du dimanche 5 septembre 1993) - Bons Scouts (émission du dimanche 12 septembre 1993) - Pluto postier (émission du dimanche 26 septembre 1993) - Papa Pluto (émission du dimanche 10 octobre 1993) - Le Miel de Donald (émission du dimanche 17 octobre 1993) - Pluto et la tortue (émission du dimanche 31 octobre 1993) - Donald et les Fourmis (émission du dimanche 14 novembre 1993) - Donald cuistot (émission du dimanche 28 novembre 1993) - Chasseurs de baleines (émission du dimanche 19 décembre 1993) - Deux courts-métrages pour fêter Noël: L'Arbre de Noël de Pluto et Donald fermier (émission du dimanche 26 décembre 1993) - Mickey patine (émission du dimanche 2 janvier 1994) - Le Verger de Donald (émission du dimanche 9 janvier 1994) - Donald bûcheron (émission du dimanche 16 janvier 1994) - Champion de hockey (émission du dimanche 23 janvier 1994) - Donald et le gorille (émission du dimanche 30 janvier 1994) - Papa, c'est un lion (émission du dimanche 13 février 1994) - Comment jouer au football (émission du dimanche 27 février 1994), - Pluto resquilleur (émission du dimanche 13 mars 1994), - Des oiseaux au Printemps (émission du dimanche 20 mars 1994) - Donald joue au golf (émission du dimanche 27 mars 1994), - Un accident est si vite arrivé (émission du dimanche 10 avril 1994) - Dingo et le Lion (émission du dimanche 17 avril 1994) - Papa Pluto (émission du dimanche 24 avril 1994) - Le Sang-froid de Donald (émission du dimanche 1er mai 1994) - Donald garde-champêtre (émission du dimanche 8 mai 1994) - Comment dormir en paix (émission du dimanche 15 mai 1994) - Pluto et le Raton laveur (émission du dimanche 22 mai 1994) - Une petite poule avisée (émission du dimanche 12 juin 1994) - Cousin de campagne (émission du dimanche 3 juillet 1994) - La Souris volante (émission du dimanche 10 juillet 1994) - Aquamania (émission du dimanche 17 juillet 1994) - Gai...Gai...Baignons nous (émission du dimanche 24 juillet 1994) | - Dingo apprend l'équitation (émission du mercredi du 6 octobre 1993) - Rien qu'un chien et Pluto au zoo (émission du mercredi du 13 octobre 1993) - Le Brave Petit Tailleur (émission du mercredi du 27 octobre 1993) - Le Petit Frère de Pluto et Le Mouton devient loup (émission du mercredi du 10 novembre 1993), - Le Lion attaque et Le Rival de Mickey (émission du mercredi 1er décembre 1993), - Un dessin-animé avec Donald (émission du mercredi du 22 décembre 1993) - L'Anniversaire de Mickey et Dingo va à la chasse (émission du mercredi 29 décembre 1993) - Un sommeil d'ours et Grand Opéra (émission du mercredi 12 janvier 1994) - Donald bagarreur et Trappeurs arctiques (émission du mercredi du 19 janvier 1994) - Pluto et la Cigogne et Les fourmis de Donald (émission du mercredi du 26 janvier 1994), - Pluto somnambule (émission du mercredi du 9 février 1994) - Les chiens de secours et L'Agenda de Donald (émission du mercredi du 16 février 1994) - Tout doux, toutou et La Petite Maison (émission du mercredi 16 mars 1994) - Pluto est de garde et Symphonie d'une cour de ferme (émission du mercredi du 23 mars 1994), - La Remorque de Mickey (émission du mercredi du 30 mars 1994) - Donald à la kermesse (émission du mercredi du 6 avril 1994) - Pluto junior (émission du mercredi du 13 avril 1994) - Pluto chien de berger et Trois petits orphelins (émission du mercredi du 27 avril 1994) - Donald décorateur et Pluto détective (émission du mercredi 4 mai 1994) - La Légende du rocher coyote et Dingo va à la pêche (émission du mercredi 11 mai 1994) - Donald visite le Grand Canyon et Pluto au pays des tulipes (émission du mercredi 18 mai 1994) - Le Protégé de Pluto (Pluto's Fledgling) et Donald a des ennuis (émission du mercredi 8 juin 1994) - Chasseur d'autographes et Attention fragile (émission du mercredi 15 juin 1994) |

## Série documentaireL'école de la brousse
En septembre 1993, une nouvelle série fait son entrée dans le Disney Club, L'école de la brousse.

Il s'agissait d'une série documentaire anglo-saxonne, doublée en français, qui consistait en un petit reportage, réalisé en Afrique en règle générale, et qui permettait de découvrir les animaux, ainsi que leur environnement. Le principe était qu'une adulte Shan Varty avec un groupe de cinq enfants et leur guide, vont observer différentes espèces animales, dans leur milieu naturel.

Voici une liste non exhaustive de ces épisodes:

| Date              | Titre                             | Sujet                                                          |
| ----------------- | --------------------------------- | -------------------------------------------------------------- |
| 5 septembre 1993  |                                   |                                                                |
| 12 septembre 1993 | "A table"                         | L'alimentation des animaux                                     |
| 19 septembre 1993 |                                   |                                                                |
| 26 septembre 1993 | "Hiboux"                          |                                                                |
| 3 octobre 1993    |                                   |                                                                |
| 10 octobre 1993   | "Rafraîchissement"                | Les techniques de animaux pour se protéger de la châleur       |
| 17 octobre 1993)  | "Des gratte ciel dans la brousse" | Les termitières                                                |
| 24 octobre 1993   |                                   |                                                                |
| 31 octobre 1993,  | "Scorpions et araignées"          | Les araignées et les scorpions                                 |
| 7 novembre 1993   |                                   |                                                                |
| 14 novembre 1993, |                                   | La chaine alimentaire                                          |
| 21 novembre 1993  |                                   |                                                                |
| 28 novembre 1993, | "Histoire de bébés"               | Les différences existants entre les espèces d'animaux.         |
| 5 décembre 1993   |                                   |                                                                |
| 12 décembre 1993  | "Z comme zèbre"                   |                                                                |
| 19 décembre 1993  |                                   |                                                                |
| 26 décembre 1993  | "E comme éléphant"                |                                                                |
| 2 janvier 1994,   | "H comme Hyènes"                  |                                                                |
| 9 janvier 1994    |                                   | Le phacochère                                                  |
| 16 janvier 1994   | "C comme crocodile"               |                                                                |
| 23 janvier 1994   | "H comme Hippopotamus"            |                                                                |
| 30 janvier 1994   |                                   | Le lycaon                                                      |
| 6 février 1994    |                                   |                                                                |
| 13 février 1994   |                                   |                                                                |
| 20 février 1994   | "Le gnou"                         |                                                                |
| 27 février 1994   |                                   |                                                                |
| 6 mars 1994       |                                   |                                                                |
| 13 mars 1994,     | "A comme Autruche"                | L'autruche                                                     |
| 20 mars 1994,     | "R comme rhinocéros africains"    | Les rhinocéros blancs et les rhinocéros noirs                  |
| 27 mars 1994      | "Guépards"                        |                                                                |
| 3 avril 1994      | "Singes en tout genre"            |                                                                |
| 10 avril 1994,    | "Différents moyens de locomotion" | Un épisode où l'on apprend comment se déplacer dans la brousse |
| 17 avril 1994     |                                   |                                                                |
| 24 avril 1994     | "Les 5 sens de la vie"            |                                                                |
| 1er mai 1994      | "L'école sauvage"                 |                                                                |
| 8 mai 1994        | "Le langage des animaux"          |                                                                |
| 15 mai 1994       |                                   |                                                                |
| 22 mai 1994       | "Becs en tous genres"             | Les becs des oiseaux et leur fonction                          |
| 29 mai 1994       |                                   |                                                                |
| 5 juin 1994       |                                   |                                                                |
| 12 juin 1994      | "Le roi du camouflage"            | Le caméléon                                                    |
| 19 juin 1994      |                                   |                                                                |
| 26 juin 1994      |                                   |                                                                |
| 3 juillet 1994    | "Soins parentaux"                 | Les bébés des félins                                           |
| 10 juillet 1994   | "Les tortues"                     | Les tortues                                                    |
| 17 juillet 1994   |                                   |                                                                |
| 24 juillet 1994   | "Les grenouilles"                 |                                                                |
| 31 juillet 1994   |                                   |                                                                |
| 7 aout 1994       |                                   |                                                                |
| 14 aout 1994      |                                   |                                                                |
| 21 aout 1994      |                                   |                                                                |
| 28 aout 1994      |                                   |                                                                |

## Promotion de l'émission

### Histoires dérivées des séries diffusées
Afin de permettre une promotion de l'émission, et ainsi retourner l'aide promotionnelle faîte par l'émission en faveur de ces journaux, des histoires dérivées des séries diffusées furent ainsi publiées. En comptant à la fois les publications faites dans le Journal de Mickey et le Disney Club Vacances, on atteint pour cette saison 24 histoires diffusées, ce qui correspond aux volumes de publications des saisons précédentes, avec 22 histoires pour la première saison, 17 histoires pour la seconde saison, 24 histoires pour la troisième saison et 22 histoires pour la quatrième saison .

#### Dans leJournal de Mickey
Au cours de cette quatrième, la nouvelle série étant La Bande à Dingo, les publications de l'hebdomadaire ce sont donc focalisés sur ce personnage. Si le nombre d'histoires diffusées, avec cinq histoires publiées pour cette saison, est plus important que lors de la saison précédente, durant laquelle seule trois histoires furent publiées, il demeure faible au regard des trois premières années de l’émission (vingt-deux histoires pour la saison 1, quinze histoires pour la saison 2 et onze histoires pour la saison 3).

Publications pour La Bande à Dingo :
- C'est gonflé (histoire FJM 93234 publiée le 22 septembre 1993)[75]
- Dr Jekyll et Mr Pat (histoire FJM 93235 publiée le 20 octobre 1993)[79]
- La lampe d'Aladdingo (histoire FJM 93243 publiée le 24 novembre 1993)[22]
- L'oncle Sherlock (histoire FJM 93246 publiée le 15 décembre 1993)[26]
- Dingochotte (histoire FJM 94208 publiée le 23 mars 1994)[60]

#### Dans leDisney Club Vacances
À l'inverse du Journal de Mickey, le bimestriel de l'émission a continué de voir un nombre élevé d'histoires dérivées des séries diffusées dans l'émission. En effet le nombre total d'histoires publiées est de dix-neuf pour cette saison (contre
dix-neuf pour la saison 4, treize pour la saison 3 et deux pour la saison 2).
Publications pour La Bande à Picsou :
- Si tu es chauve, souris! (histoire D89166 publiée le 20 octobre 1993)[109]
- Robotic, la relève! (histoire KJZ025 publiée le 15 décembre 1993)[110]
- Un chien nommé fortune (histoire D91092 publiée de 8 avril 1994)[111]
- L'amoureux de Mamy Baba (histoire KZ3190 publiée en juillet 1994)[112]

Publications pour Tic et Tac, les rangers du risque :
- Catox candidat (histoire KJZ041a publiée en juillet 1994)[112]

Publications pour Super Baloo :
- L'heureuse gagnante (histoire KZ1490a publiée le 20 octobre 1993)[109]
- La reine du karaté (histoire KZ3290 publiée le 20 octobre 1993)[109]
- Bon Anniversaire Don Carnage (histoire KJB009 publiée le 15 décembre 1993)[110]
- Vaudou Baloo (histoire KZ 4890 publiée de 8 avril 1994)[111]
- Les enfants terribles (histoire KJB011 publiée en juillet 1994)[112]

Publications pour Myster Mask :
- Mystermask contre Carré d'as (histoire KJZ063 publiée le 20 octobre 1993)[109]
- Le robot disjoncté (histoire KJZ065 publiée le 15 décembre 1993)[110]
- Recherche minou désespérément (histoire KJZ 054 publiée de 8 avril 1994)[111]
- Vidéo-pirates (histoire KJZ079 publiée en juillet 1994)[112]

Publications pour La Bande à Dingo :
- Hypno-Dingo (histoire KJZ096 publiée le 20 octobre 1993)[109]
- La poursuite pitoyable (histoire KJZ099 publiée le 15 décembre 1993)[110]
- Sujet libre (histoire KJZ113a publiée le 15 décembre 1993)[110]
- Gaffe danse (histoire KJZ 114 publiée le 15 décembre 1993)[110]
- De l'art ou du cochon (KJZ047a publiée de 8 avril 1994)[111]

#### DansP'tit Loup
Le magazine mensuel P'tit Loup publiait fréquemment au moins une courte histoire dérivée des séries diffusées dans l'émission. Pour cette saison, le magazine publia 12 histoires pour Tic et Tac, les rangers du risque.
Publications pour Tic et Tac, les rangers du risque :
- Mène l'enquête avec Tic et Tac ! (histoire F PL 55-1 publiée le 22 septembre 1993)[113]
- Mène l'enquête avec Tic et Tac ! (histoire F PL 93411 publiée d'octobre 1993)[114]
- Mène l'enquête avec Tic et Tac ! (histoire F PL 57-1 publiée de novembre 1993)[115]
- Mène l'enquête avec Tic et Tac ! (histoire F PL 93413 publiée de décembre 1993)[116]
- Mène l'enquête avec Tic et Tac ! (histoire F PL 94401 publiée de janvier 1994)[117]
- Mène l'enquête avec Tic et Tac ! (histoire F PL 94402 publiée du 23 février 1994)[118]
- Mène l'enquête avec Tic et Tac ! (histoire F PL 94403 publiée de mars 1994)[119]
- Mène l'enquête avec Tic et Tac ! (histoire F PL 94404 publiée d'avril 1994)[120]
- Mène l'enquête avec Tic et Tac ! (histoire F PL 94405B publiée de mai 1994)[121]
- Mène l'enquête avec Tic et Tac ! (histoire F PL 94405 publiée de juin 1994)[122]
- Mène l'enquête avec Tic et Tac ! (histoire F PL 94407 publiée de juillet 1994)[123]
- Mène l'enquête avec Tic et Tac ! (histoire F PL 94408 publiée d'août 1994)[124]